# Гочобский сельсовет
Гочобский сельсовет — административно-территориальная единица и муниципальное образование со статусом сельского поселения в Чародинском районе Дагестана Российской Федерации.
Административный центр — село Гочоб.

## Население
| 2002 | 2010 | 2012 | 2013 | 2014 | 2015 | 2016 |
| ---- | ---- | ---- | ---- | ---- | ---- | ---- |
| 814  | ↘621 | ↘619 | ↗621 | ↗640 | ↗666 | ↗671 |
| 2017 | 2018 | 2019 | 2020 | 2021 | 2023 | 2024 |
| ↗681 | ↗692 | ↗695 | ↗716 | ↗809 | ↗812 | ↗822 |
| 2025 |      |      |      |      |      |      |
| ↗823 |      |      |      |      |      |      |

## Состав
| № | Населённый пункт | Тип населённого пункта       | Население |
| - | ---------------- | ---------------------------- | --------- |
| 1 | Гочоб            | село, административный центр | ↗622      |
| 2 | Урух-Сота        | село                         | ↗187      |